# Marayan
Marayan (tiếng Ả Rập: مرعيان, cũng đánh vần Mir'ian) là một ngôi làng ở phía tây bắc Syria, một phần hành chính của huyện Ariha của Tỉnh Idlib. Theo Cục Thống kê Trung ương Syria, Maraya có dân số 2.274 trong cuộc điều tra dân số năm 2004. Cư dân của nó chủ yếu là người Hồi giáo Sunni. Các địa phương gần đó bao gồm Ihsim và Iblin ở phía nam, Sarjah ở phía đông, và al-Rami và Ariha ở phía bắc.
Vào những năm 1960, Marayan là một ngôi làng nhỏ chứa một nhà thờ Hồi giáo và một mùa xuân. Trong khu vực lân cận ngay lập tức của ngôi làng là những tàn tích của hang động Byzantine -era, được sử dụng làm nơi cư trú dưới lòng đất vào những năm 1960.